# Liga národů UEFA 2024/2025 – Liga C
Liga národů UEFA 2024/2025 – Liga C je třetí nejvyšší ze čtyř výkonnostních úrovní Ligy národů UEFA 2024/2025, která je čtvrtou sezónou Ligy národů UEFA, mezinárodní fotbalové soutěže pro národní mužské fotbalové týmy z členských asociací UEFA. Ligy C se účastní 16 týmů. 

## Formát
Týmy asociací, které v předchozím ročníku 2022/2023 skončily na 29.–31. místě v Lize B, 11 týmů na 37.–47. místě v Lize C a 2 postupující týmy z Ligy D (tedy celky na 49.–50. místě), jsou nejprve rozděleny do 4 skupin, ve kterých proti sobě soupeři hrají každý s každým systémem doma–venku. Skupinová fáze se koná od září do listopadu 2024. Na základě výsledků ve skupinové fázi postupují týmy na prvních místech přímo do Ligy B, týmy na druhých místech do vyřazovací fáze o postup do Ligy B ("play-offs B/C"), dva nejlepší týmy na čtvrtých místech do vyřazovací fáze play-offs C/D a dva nejhorší týmy na čtvrtých místech sestupují do Ligy D Ligy národů 2026/2027.

## Týmy
| Tým             | Pos/Ses | Pořadí |
| --------------- | ------- | ------ |
| Rumunsko        | ↓       | 29     |
| Švédsko         | ↓       | 30     |
| Arménie         | ↓       | 31     |
| Lucembursko     |         | 37     |
| Ázerbájdžán     |         | 38     |
| Kosovo          |         | 39     |
| Bulharsko       |         | 40     |
| Faerské ostrovy |         | 41     |

| Tým               | Pos/Ses | Pořadí |
| ----------------- | ------- | ------ |
| Severní Makedonie |         | 42     |
| Slovensko         |         | 43     |
| Severní Irsko     |         | 44     |
| Kypr              |         | 45     |
| Bělorusko         |         | 46     |
| Litva             |         | 47     |
| Estonsko          | ↑       | 49     |
| Lotyšsko          | ↑       | 50     |

## Výsledky
| Legenda                      |
| ---------------------------- |
| Postup do Ligy B             |
| Kvalifikován do play-off B/C |
| Kvalifikován do play-off C/D |
| Přímý sestup do Ligy D       |

### Skupina 1

#### Tabulka C1
| Tým         | Z | V | R | P | VG | IG | +/- | B  |
| ----------- | - | - | - | - | -- | -- | --- | -- |
| Švédsko     | 6 | 5 | 1 | 0 | 19 | 4  | +15 | 16 |
| Slovensko   | 6 | 4 | 1 | 1 | 10 | 5  | +5  | 13 |
| Estonsko    | 6 | 1 | 1 | 4 | 3  | 9  | -6  | 4  |
| Ázerbájdžán | 6 | 0 | 1 | 5 | 3  | 17 | -14 | 1  |

|             | Švédsko | Slovensko | Estonsko | Ázerbájdžán |
| ----------- | ------- | --------- | -------- | ----------- |
| Švédsko     | —       | 2:1       | 3:0      | 6:0         |
| Slovensko   | 2:2     | —         | 1:0      | 2:0         |
| Estonsko    | 0:3     | 0:1       | —        | 3:1         |
| Ázerbájdžán | 1:3     | 1:3       | 0:0      | —           |

#### Zápasy
| 5. září 2024 18:00 |        |                                   |                                                                              |
| Ázerbájdžán        | 1 : 3  | Švédsko                           | Tofiq Bahramov Republican Stadium, Baku diváci: 9 450 rozhodčí: Balázs Berke |
| Dadashov 82'       | Report | 65', 71' Isak 80' (pen.) Gyökeres | Tofiq Bahramov Republican Stadium, Baku diváci: 9 450 rozhodčí: Balázs Berke |

| 5. září 2024 20:45 |        |            |                                                              |
| Estonsko           | 0 : 1  | Slovensko  | Lilleküla Stadium, Tallinn diváci: 6 128 rozhodčí: Matej Jug |
|                    | Report | 70' Suslov | Lilleküla Stadium, Tallinn diváci: 6 128 rozhodčí: Matej Jug |

| 8. září 2024 18:00          |        |             |                                                                      |
| Slovensko                   | 2 : 0  | Ázerbájdžán | Tehelné pole, Bratislava diváci: 11 435 rozhodčí: Damian Sylwestrzak |
| Duda 22' (pen.) Strelec 26' | Report |             | Tehelné pole, Bratislava diváci: 11 435 rozhodčí: Damian Sylwestrzak |

| 8. září 2024 20:45         |        |          |                                                                 |
| Švédsko                    | 3 : 0  | Estonsko | Strawberry Arena, Solna diváci: 14 858 rozhodčí: Sven Jablonski |
| Gyökeres 30', 44' Isak 40' | Report |          | Strawberry Arena, Solna diváci: 14 858 rozhodčí: Sven Jablonski |

| 11. října 2024 20:45                   |        |                       |                                                               |
| Estonsko                               | 3 : 1  | Ázerbájdžán           | Lilleküla Stadium, Tallinn diváci: 6 034 rozhodčí: Rob Harvey |
| Jakovlev 32' Siňavskij 45+2' Shein 71' | Report | 45+1' (pen.) Bajramov | Lilleküla Stadium, Tallinn diváci: 6 034 rozhodčí: Rob Harvey |

| 11. října 2024 20:45 |        |                    |                                                                    |
| Slovensko            | 2 : 2  | Švédsko            | Tehelné pole, Bratislava diváci: 15 381 rozhodčí: Maurizio Mariani |
| Strelec 44', 72'     | Report | 25' Ayari 32' Sema | Tehelné pole, Bratislava diváci: 15 381 rozhodčí: Maurizio Mariani |

| 14. října 2024 18:00 |        |                                           |                                                                             |
| Ázerbájdžán          | 1 : 3  | Slovensko                                 | Tofiq Bahramov Republican Stadium, Baku diváci: 4 269 rozhodčí: Rohit Saggi |
| Bayramov 38'         | Report | 15' (vl.) Mammadov 75' Haraslín 86' Ďuriš | Tofiq Bahramov Republican Stadium, Baku diváci: 4 269 rozhodčí: Rohit Saggi |

| 14. října 2024 20:45 |        |                              |                                                                 |
| Estonsko             | 0 : 3  | Švédsko                      | Lilleküla Stadium, Tallinn diváci: 4 706 rozhodčí: Juxhin Xhaja |
|                      | Report | 29', 37' Nanasi 66' Gyökeres | Lilleküla Stadium, Tallinn diváci: 4 706 rozhodčí: Juxhin Xhaja |

| 16. listopadu 2024 15:00 |        |          |                                                                 |
| Ázerbájdžán              | 0 : 0  | Estonsko | Qəbələ City Stadium, Qəbələ diváci: 1 600 rozhodčí: John Beaton |
|                          | Report |          | Qəbələ City Stadium, Qəbələ diváci: 1 600 rozhodčí: John Beaton |

| 16. listopadu 2024 20:45 |        |            |                                                                 |
| Švédsko                  | 2 : 1  | Slovensko  | Strawberry Arena, Solna diváci: 36 417 rozhodčí: Mykola Balakin |
| Gyökeres 3' Isak 48'     | Report | 19' Hancko | Strawberry Arena, Solna diváci: 36 417 rozhodčí: Mykola Balakin |

| 19. listopadu 2024 20:45 |        |          |                                                                           |
| Slovensko                | 1 : 0  | Estonsko | Štadión Antona Malatinského, Trnava diváci: 4 317 rozhodčí: Mikkel Redder |
| Strelec 72'              | Report |          | Štadión Antona Malatinského, Trnava diváci: 4 317 rozhodčí: Mikkel Redder |

| 19. listopadu 2024 20:45                        |        |             |                                                                   |
| Švédsko                                         | 6 : 0  | Ázerbájdžán | Strawberry Arena, Solna diváci: 10 127 rozhodčí: Paweł Raczkowski |
| Kulusevski 10', 57' Gyökeres 26', 37', 58', 70' | Report |             | Strawberry Arena, Solna diváci: 10 127 rozhodčí: Paweł Raczkowski |

### Skupina 2

#### Tabulka C2
| Tým      | Z | V | R | P | VG | IG | +/- | B  |
| -------- | - | - | - | - | -- | -- | --- | -- |
| Rumunsko | 6 | 6 | 0 | 0 | 18 | 3  | +15 | 18 |
| Kosovo   | 6 | 4 | 0 | 2 | 10 | 7  | +3  | 12 |
| Kypr     | 6 | 2 | 0 | 4 | 4  | 15 | -11 | 6  |
| Litva    | 6 | 0 | 0 | 6 | 4  | 11 | -7  | 0  |

|          | Rumunsko | Kosovo | Kypr | Litva |
| -------- | -------- | ------ | ---- | ----- |
| Rumunsko | —        | 3:0    | 4:1  | 3:1   |
| Kosovo   | 0:3      | —      | 3:0  | 1:0   |
| Kypr     | 0:3      | 0:4    | —    | 2:1   |
| Litva    | 1:2      | 1:2    | 0:1  | —     |

#### Zápasy
| 6. září 2024 18:00 |        |            |                                                                |
| Litva              | 0 : 1  | Kypr       | Sūduva Stadium, Marijampolė diváci: 4 905 rozhodčí: Igor Pajac |
|                    | Report | 34' Pittas | Sūduva Stadium, Marijampolė diváci: 4 905 rozhodčí: Igor Pajac |

| 6. září 2024 20:45 |        |                                     |                                                                        |
| Kosovo             | 0 : 3  | Rumunsko                            | Fadil Vokrri Stadium, Priština diváci: 12 872 rozhodčí: Aliyar Aghayev |
|                    | Report | 40' Man 51' (pen.) Marin 82' Drăguș | Fadil Vokrri Stadium, Priština diváci: 12 872 rozhodčí: Aliyar Aghayev |

| 9. září 2024 20:45 |        |                                                |                                                                                      |
| Kypr               | 0 : 4  | Kosovo                                         | AEK Arena – Georgios Karapatakis, Larnaka diváci: 2 041 rozhodčí: Sebastian Gishamer |
|                    | Report | 9' (pen.), 21' Muriqi 48' Rrahmani 55' Dellova | AEK Arena – Georgios Karapatakis, Larnaka diváci: 2 041 rozhodčí: Sebastian Gishamer |

| 9. září 2024 20:45                        |        |           |                                                                    |
| Rumunsko                                  | 3 : 1  | Litva     | Stadionul Steaua, Bukurešť diváci: 28 168 rozhodčí: Rade Obrenović |
| Mihăilă 4' Marin 87' (pen.) Mitriță 90+2' | Report | 34' Kučys | Stadionul Steaua, Bukurešť diváci: 28 168 rozhodčí: Rade Obrenović |

| 12. října 2024 15:00 |        |                              |                                                                         |
| Litva                | 1 : 2  | Kosovo                       | Darius and Girėnas Stadium, Kaunas diváci: 7 554 rozhodčí: Ondřej Berka |
| Golubickas 84'       | Report | 20' Zhegrova 65' E. Krasniqi | Darius and Girėnas Stadium, Kaunas diváci: 7 554 rozhodčí: Ondřej Berka |

| 12. října 2024 20:45 |        |                                          |                                                                                    |
| Kypr                 | 0 : 3  | Rumunsko                                 | AEK Arena – Georgios Karapatakis, Larnaka diváci: 6 092 rozhodčí: Sascha Stegemann |
|                      | Report | 16' Man 25' (pen.) R. Marin 36' Drăgușin | AEK Arena – Georgios Karapatakis, Larnaka diváci: 6 092 rozhodčí: Sascha Stegemann |

| 15. října 2024 20:45                 |        |      |                                                                   |
| Kosovo                               | 3 : 0  | Kypr | Fadil Vokrri Stadium, Priština diváci: 12 863 rozhodčí: Matej Jug |
| Rrahmani 30' Krasniqi 52' Sahiti 70' | Report |      | Fadil Vokrri Stadium, Priština diváci: 12 863 rozhodčí: Matej Jug |

| 15. října 2024 20:45 |        |                                |                                                                       |
| Litva                | 1 : 2  | Rumunsko                       | Darius and Girėnas Stadium, Kaunas diváci: 2 585 rozhodčí: Nick Walsh |
| Kučys 7' (pen.)      | Report | 18' (pen.) R. Marin 65' Drăguș | Darius and Girėnas Stadium, Kaunas diváci: 2 585 rozhodčí: Nick Walsh |

| 15. listopadu 2024 20:45 |        |              |                                                                                   |
| Kypr                     | 2 : 1  | Litva        | AEK Arena – Georgios Karapatakis, Larnaka diváci: 1 733 rozhodčí: Nenad Minaković |
| Kastanos 18' Tzionis 63' | Report | 47' Gineitis | AEK Arena – Georgios Karapatakis, Larnaka diváci: 1 733 rozhodčí: Nenad Minaković |

| 15. listopadu 2024 20:45 |                  |        |                                                                 |
| Rumunsko                 | 3 : 0 Kontumačně | Kosovo | Arena Națională, Bukurešť diváci: 48 957 rozhodčí: Morten Krogh |
|                          | Report           |        | Arena Națională, Bukurešť diváci: 48 957 rozhodčí: Morten Krogh |

| 18. listopadu 2024 20:45 |        |       |                                                                            |
| Kosovo                   | 1 : 0  | Litva | Fadil Vokrri Stadium, Priština diváci: 12 856 rozhodčí: Kristoffer Hagenes |
| Jashari 5'               | Report |       | Fadil Vokrri Stadium, Priština diváci: 12 856 rozhodčí: Kristoffer Hagenes |

| 18. listopadu 2024 20:45                |        |            |                                                                   |
| Rumunsko                                | 4 : 1  | Kypr       | Stadionul Steaua, Bukurešť diváci: 45 318 rozhodčí: Luca Pairetto |
| Bîrligea 2' R. Marin 41', 80' Coman 83' | Report | 52' Pittas | Stadionul Steaua, Bukurešť diváci: 45 318 rozhodčí: Luca Pairetto |

Poznámky
1. 1 2  Zápas mezi Rumunskem a Kosovem byl přerušen za stavu 0:0 během nastaveného času druhého poločasu poté, co tým Kosova opustil hřiště, a následně byl zápas přerušen.[3] Zápas byl následně kontumačně vyhodnocen jako vítězný 3:0 pro Rumunsko.[4]

### Skupina 3

#### Tabulka C3
| Tým           | Z | V | R | P | VG | IG | +/- | B  |
| ------------- | - | - | - | - | -- | -- | --- | -- |
| Severní Irsko | 6 | 3 | 2 | 1 | 11 | 3  | +8  | 11 |
| Bulharsko     | 6 | 2 | 3 | 1 | 3  | 6  | -3  | 9  |
| Bělorusko     | 6 | 1 | 4 | 1 | 3  | 4  | -1  | 7  |
| Lucembursko   | 6 | 0 | 3 | 3 | 3  | 7  | -4  | 3  |

|               | Severní Irsko | Bulharsko | Bělorusko | Lucembursko |
| ------------- | ------------- | --------- | --------- | ----------- |
| Severní Irsko | —             | 5:0       | 2:0       | 2:0         |
| Bulharsko     | 1:0           | —         | 1:1       | 0:0         |
| Bělorusko     | 0:0           | 0:0       | —         | 1:1         |
| Lucembursko   | 2:2           | 1:0       | 0:1       | —           |

#### Zápasy
| 5. září 2024 20:45 |        |           |                                                                       |
| Bělorusko          | 0 : 0  | Bulharsko | ZTE Arena, Zalaegerszeg (Maďarsko) diváci: 0 rozhodčí: Ovidiu Hațegan |
|                    | Report |           | ZTE Arena, Zalaegerszeg (Maďarsko) diváci: 0 rozhodčí: Ovidiu Hațegan |

| 5. září 2024 20:45     |        |             |                                                             |
| Severní Irsko          | 2 : 0  | Lucembursko | Windsor Park, Belfast diváci: 17 213 rozhodčí: Marian Barbu |
| McNair 11' Ballard 16' | Report |             | Windsor Park, Belfast diváci: 17 213 rozhodčí: Marian Barbu |

| 8. září 2024 15:00 |        |             |                                                                        |
| Lucembursko        | 0 : 1  | Bělorusko   | Stade de Luxembourg, Lucemburk diváci: 6 820 rozhodčí: Lawrence Visser |
|                    | Report | 76' Gromjko | Stade de Luxembourg, Lucemburk diváci: 6 820 rozhodčí: Lawrence Visser |

| 8. září 2024 18:00 |        |               |                                                                           |
| Bulharsko          | 1 : 0  | Severní Irsko | Stadion Hristo Botev, Plovdiv diváci: 14 300 rozhodčí: Tasos Sidiropoulos |
| Despodov 40'       | Report |               | Stadion Hristo Botev, Plovdiv diváci: 14 300 rozhodčí: Tasos Sidiropoulos |

| 12. října 2024 18:00 |        |             |                                                                    |
| Bulharsko            | 0 : 0  | Lucembursko | Stadion Hristo Botev, Plovdiv diváci: 15 800 rozhodčí: David Šmajc |
|                      | Report |             | Stadion Hristo Botev, Plovdiv diváci: 15 800 rozhodčí: David Šmajc |

| 12. října 2024 20:45 |        |               |                                                                                     |
| Bělorusko            | 0 : 0  | Severní Irsko | ZTE Arena, Zalaegerszeg (Maďarsko) (Maďarsko) diváci: 0 rozhodčí: Henrik Nalbandyan |
|                      | Report |               | ZTE Arena, Zalaegerszeg (Maďarsko) (Maďarsko) diváci: 0 rozhodčí: Henrik Nalbandyan |

| 15. října 2024 20:45 |        |                      |                                                                                    |
| Bělorusko            | 1 : 1  | Lucembursko          | ZTE Arena, Zalaegerszeg (Maďarsko) (Maďarsko) diváci: 0 rozhodčí: Atilla Karaoglan |
| Politevič 54'        | Report | 78' (pen.) Rodrigues | ZTE Arena, Zalaegerszeg (Maďarsko) (Maďarsko) diváci: 0 rozhodčí: Atilla Karaoglan |

| 15. října 2024 20:45                             |        |           |                                                               |
| Severní Irsko                                    | 5 : 0  | Bulharsko | Windsor Park, Belfast diváci: 17 891 rozhodčí: Jérôme Brisard |
| Price 15', 29', 81' Mitov 32' (vl.) Magennis 89' | Report |           | Windsor Park, Belfast diváci: 17 891 rozhodčí: Jérôme Brisard |

| 15. listopadu 2024 20:45 |        |            |                                                                      |
| Lucembursko              | 0 : 1  | Bulharsko  | Stade de Luxembourg, Lucemburk diváci: 8 307 rozhodčí: Juri Frischer |
|                          | Report | 23' Krajev | Stade de Luxembourg, Lucemburk diváci: 8 307 rozhodčí: Juri Frischer |

| 15. listopadu 2024 20:45          |        |           |                                                             |
| Severní Irsko                     | 2 : 0  | Bělorusko | Windsor Park, Belfast diváci: 18 044 rozhodčí: Luis Godinho |
| Ballard 50' Charles D. 63' (pen.) | Report |           | Windsor Park, Belfast diváci: 18 044 rozhodčí: Luis Godinho |

| 18. listopadu 2024 20:45 |        |              |                                                                             |
| Bulharsko                | 1 : 1  | Bělorusko    | Národní stadion Vasil Levski, Sofie diváci: 2 200 rozhodčí: Allard Lindhout |
| Panajotov 12'            | Report | 70' Kavaljow | Národní stadion Vasil Levski, Sofie diváci: 2 200 rozhodčí: Allard Lindhout |

| 18. listopadu 2024 20:45 |        |                       |                                                                       |
| Lucembursko              | 2 : 2  | Severní Irsko         | Stade de Luxembourg, Lucemburk diváci: 6 870 rozhodčí: Elchin Masiyev |
| Korać 72' Rodrigues 75'  | Report | 19' Price 50' Bradley | Stade de Luxembourg, Lucemburk diváci: 6 870 rozhodčí: Elchin Masiyev |

1. 1 2 3 4 5 6  Vzhledem k zapojení Běloruska do ruské invaze na Ukrajinu musí Bělorusko až do odvolání hrát své domácí zápasy na neutrálních místech a za zavřenými dveřmi.

### Skupina 4

#### Tabulka C4
| Tým               | Z | V | R | P | VG | IG | +/- | B  |
| ----------------- | - | - | - | - | -- | -- | --- | -- |
| Severní Makedonie | 6 | 5 | 1 | 0 | 10 | 1  | +9  | 16 |
| Arménie           | 6 | 2 | 1 | 3 | 8  | 9  | -1  | 7  |
| Faerské ostrovy   | 6 | 1 | 3 | 2 | 5  | 6  | -1  | 6  |
| Lotyšsko          | 6 | 1 | 1 | 4 | 4  | 11 | -7  | 4  |

|                   | Severní Makedonie | Arménie | Faerské ostrovy | Lotyšsko |
| ----------------- | ----------------- | ------- | --------------- | -------- |
| Severní Makedonie | —                 | 2:0     | 1:0             | 1:0      |
| Arménie           | 0:2               | —       | 0:1             | 4:1      |
| Faerské ostrovy   | 1:1               | 2:2     | —               | 1:1      |
| Lotyšsko          | 0:3               | 1:2     | 1:0             | —        |

#### Zápasy
| 7. září 2024 15:00 |        |                   |                                                                   |
| Faerské ostrovy    | 1 : 1  | Severní Makedonie | Svangaskarð, Toftir diváci: 2 057 rozhodčí: Manfredas Lukjančukas |
| Davidsen 9' (pen.) | Report | 49' (pen.) Bardhi | Svangaskarð, Toftir diváci: 2 057 rozhodčí: Manfredas Lukjančukas |

| 7. září 2024 18:00                                          |        |                     |                                                                                       |
| Arménie                                                     | 4 : 1  | Lotyšsko            | Stadion republiky Vazgena Sargsjana, Jerevan diváci: 12 437 rozhodčí: Nenad Minaković |
| Bichakhchyan 6' Dubra 35' (vl.) Zelarayán 48' Spertsyan 86' | Report | 9' (vl.) Arutyunyan | Stadion republiky Vazgena Sargsjana, Jerevan diváci: 12 437 rozhodčí: Nenad Minaković |

| 10. září 2024 20:45 |        |                 |                                                            |
| Lotyšsko            | 1 : 0  | Faerské ostrovy | Skonto stadions, Riga diváci: 5 808 rozhodčí: Duje Strukan |
| Varslavāns 64'      | Report |                 | Skonto stadions, Riga diváci: 5 808 rozhodčí: Duje Strukan |

| 10. září 2024 20:45    |        |         |                                                                        |
| Severní Makedonie      | 2 : 0  | Arménie | Národní aréna Toše Proeski, Skopje diváci: 6 829 rozhodčí: Harm Osmers |
| Bardhi 70' Miovski 78' | Report |         | Národní aréna Toše Proeski, Skopje diváci: 6 829 rozhodčí: Harm Osmers |

| 10. října 2024 18:00 |        |                                     |                                                              |
| Lotyšsko             | 0 : 3  | Severní Makedonie                   | Skonto stadions, Riga diváci: 5 001 rozhodčí: Jakob Sundberg |
|                      | Report | 35' Atanasov 70' Qamili 90+3' Elmas | Skonto stadions, Riga diváci: 5 001 rozhodčí: Jakob Sundberg |

| 10. října 2024 20:45          |        |                               |                                                                  |
| Faerské ostrovy               | 2 : 2  | Arménie                       | Tórsvøllur, Tórshavn diváci: 1 852 rozhodčí: Oleksij Derevinskyj |
| 37' Benjaminsen 85' Bjartalíð | Report | 44' Zelarayán 90+3' Manvelyan | Tórsvøllur, Tórshavn diváci: 1 852 rozhodčí: Oleksij Derevinskyj |

| 13. října 2024 18:00 |        |                       |                                                                                      |
| Arménie              | 0 : 2  | Severní Makedonie     | Stadion republiky Vazgena Sargsjana, Jerevan diváci: 14 371 rozhodčí: Stuart Attwell |
|                      | Report | 72' Miovski 85' Alimi | Stadion republiky Vazgena Sargsjana, Jerevan diváci: 14 371 rozhodčí: Stuart Attwell |

| 13. října 2024 20:45 |        |          |                                                              |
| Faerské ostrovy      | 1 : 1  | Lotyšsko | Tórsvøllur, Tórshavn diváci: 2 017 rozhodčí: Philip Farrugia |
| Sørensen 40'         | Report | 69' Šits | Tórsvøllur, Tórshavn diváci: 2 017 rozhodčí: Philip Farrugia |

| 14. listopadu 2024 18:00 |        |                     |                                                                                         |
| Arménie                  | 0 : 1  | Faerské ostrovy     | Stadion republiky Vazgena Sargsjana, Jerevan diváci: 6 043 rozhodčí: Tasos Sidiropoulos |
|                          | Report | 33' (pen.) Davidsen | Stadion republiky Vazgena Sargsjana, Jerevan diváci: 6 043 rozhodčí: Tasos Sidiropoulos |

| 14. listopadu 2024 20:45 |        |          |                                                                                |
| Severní Makedonie        | 1 : 0  | Lotyšsko | Národní aréna Toše Proeski, Skopje diváci: 8 851 rozhodčí: Goga Kikacheishvili |
| Serafimov 57'            | Report |          | Národní aréna Toše Proeski, Skopje diváci: 8 851 rozhodčí: Goga Kikacheishvili |

| 17. listopadu 2024 15:00 |        |                            |                                                              |
| Lotyšsko                 | 1 : 2  | Arménie                    | Skonto stadions, Riga diváci: 5 543 rozhodčí: Georgi Kabakov |
| Uldriķis 70'             | Report | 48' Spertsyan 74' Miranyan | Skonto stadions, Riga diváci: 5 543 rozhodčí: Georgi Kabakov |

| 17. listopadu 2024 15:00 |        |                 |                                                                            |
| Severní Makedonie        | 1 : 0  | Faerské ostrovy | Národní aréna Toše Proeski, Skopje diváci: 7 450 rozhodčí: Daniel Schlager |
| Miovski 62'              | Report |                 | Národní aréna Toše Proeski, Skopje diváci: 7 450 rozhodčí: Daniel Schlager |

### Tabulka čtvrtých týmů
| SK | Tým         | Z | V | R | P | VG | IG | +/- | B |
| -- | ----------- | - | - | - | - | -- | -- | --- | - |
| C4 | Lotyšsko    | 6 | 1 | 1 | 4 | 4  | 11 | -7  | 4 |
| C3 | Lucembursko | 6 | 0 | 3 | 3 | 3  | 7  | -4  | 3 |
| C1 | Ázerbájdžán | 6 | 0 | 1 | 5 | 3  | 17 | -14 | 1 |
| C2 | Litva       | 6 | 0 | 0 | 6 | 4  | 11 | -7  | 0 |

| Domácí v 1. zápase | Celkem | Hosté v 1. zápase | 1. zápas | 2. zápas |
| ------------------ | ------ | ----------------- | -------- | -------- |
| Gibraltar          | - : -  | Lotyšsko          | 26.3.'26 | 31.3.'26 |
| Malta              | - : -  | Lucembursko       | 26.3.'26 | 31.3.'26 |